# Musculus pubococcygeus
De musculus pubococcygeus is een hangmat-achtige spier die loopt vanaf het schaambeen naar het stuitje en deel uitmaakt van de bekkenbodemspieren. De musculus pubococcygeus is bij beide seksen aanwezig en omringt het rectum, de urineblaasopening en bij vrouwen ook de vagina. De spier controleert de urine-uitstroom. Bij een orgasme treden contracties van de musculus pubococcygeus op. Deze spier kan getraind worden door middel van kegeloefeningen of pompoir.